# Antony Rénal
Pour les articles homonymes, voir Billiet et Renal.
Claude Antoine Billiet, plus connu sous le pseudonyme de Antony Rénal (Lyon, 5 juin 1805 - Fontaines-sur-Saône, 2 octobre 1866) est un écrivain français, poète, chansonnier et auteur dramatique.

## Biographie
Négociant et professeur de musique à Lyon, membre du conseil d'administration du Dépôt de mendicité de la ville de Lyon (1832), il collabore au Caveau lyonnais (1829) et se fait connaître dès cette année-là par des poèmes. Il devient critique littéraire au Moniteur judiciaire où il publie sous son vrai nom.

## Œuvres
- Stances sur la mort du général Foy, Brunet, 1825
- Chansons et romances, Brissot-Thivars, 1829
- Nouveaux Mélanges, discours, anecdotes, poésies, Bouland, 1829
- Nouvelles esquisses poétiques, 1832
- Emany, roman, épisode de la Restauration, H. Souverain, 1837
- La Robe rouge, 2 vol, H. Souverain, 1839
- Le Giaour, grand opéra en 3 actes, avec Louis Tavernier, musique de Jules Bovéry, 1839
- Lectures en famille, ou les Soirées d'hiver, récits amusants, P.-C. Lehuby, 1843
- Le Soir à la veillée, avec Marius Audran, 1843
- Les Veillées des jeunes enfants, Cosnier et Lachèse, 1844
- Le Berquin du hameau, ou le Conteur des bords du Rhône, scènes historiques, esquisses biographiques et récits tirés de notre histoire ancienne et moderne, 1846
- Les Illustrations littéraires de l'Espagne, esquisses biographiques, 1849
- Jacques Juiltard, pièce de vers, 1850
- Les Encouragements du premier âge, ou Historiettes instructives et amusantes, P.-C. Lehuby, 1851
- Les Pompiers de Fontaines, Rey-Sézanne, 1851
- Coup d’œil sur le mouvement littéraire et artistique au midi de la France, premières années du XIXe siècle, H. Souverain, 1853
- Les Enfants de Fontaine, ou la Saint-Louis, Perrin, 1853
- Joies et Plaintes, poésies nouvelles, Arnault de Vresse, 1856
- Critiques littéraires, nouvelles et feuilletons au gré de la plume, Duperret, 1859